# NGC 4933C
NGC 4933C is een spiraalvormig sterrenstelsel in het sterrenbeeld Maagd. Het hemelobject werd op 9 mei 1784 ontdekt door de Duits-Britse astronoom William Herschel.

## Synoniemen
- MCG -2-33-103
- PGC 45143